# Anna Seck Touré
Pour les articles homonymes, voir Touré.
Anna Seck Touré, née le 4 octobre 1984, est une escrimeuse sénégalaise.

## Carrière
Anna Seck Touré est médaillée d'argent en sabre par équipes aux Championnats d'Afrique d'escrime 2009 à Dakar.